# David Best
David Best (* 6. September 1943 in Wareham) ist ein ehemaliger englischer Fußballspieler.

## Sportlicher Werdegang
Best entstammt der Jugend von Bournemouth & Boscombe Athletic, dort debütierte der Torhüter als Teenager im Profifußball. Für den Klub kam er bis 1966 zu über 200 Meisterschaftsspielen in der Third Division. Anschließend wechselte er zum Ligakonkurrenten Oldham Athletic, wo er sich ebenfalls als Stammspieler etablierte. 
Im Oktober 1968 wechselte Best zum Erstligisten Ipswich Town, der im Sommer in die höchste Spielklasse aufgestiegen war. Dort verdrängte er direkt die bisherige Nummer 1 Kenneth Hancock. Im Verlauf der Spielzeit 1968/69 verließ Trainer Bill McGarry den Klub, unter Nachfolger Bobby Robson begann eine erfolgreiche Phase des Meisters von 1962. Dabei war Best über weite Strecken Stammspieler, musste sich aber zeitweise auch hinter Laurie Sivell einordnen. Mit Best zwischen den Pfosten gelang im Texaco Cup 1972/73 ein Titelgewinn, als in Hin- und Rückspiel Peter Morris als zweifach erfolgreich, Trevor Whymark und Clive Woods als Torschützen bei Gegentreffern von Clive Payne und David Cross den Klub zu zwei 2:1-Erfolgen über Norwich City führten. Anschließend etablierte sich der Klub im Bereich der Europapokalplätze.
Im Februar 1974 wurde Best, hinter Sivell und dem aus der Reservemannschaft nach oben strebenden Paul Cooper in der Hierarchie an dritte Stelle gerutscht, zum FC Portsmouth transferiert. Mit dem Zweitdivisionär spielte er gegen den Abstieg, konnte aber in der Spielzeit 1973/74 sowie der Spielzeit 1974/75 jeweils die Klasse halten. Anschließend kehrte er zu seinem Heimatklub zurück, der mittlerweile unter dem Namen AFC Bournemouth am Spielbetrieb teilnahm. Hier war er jedoch nur Ersatzmann, so dass er nach nur einem halben Jahr den Klub in Richtung Dorchester Town verließ. Im Non-League football ließ es die Karriere ausklingen.